# 冥黑啟示錄 拉克西斯
《冥黑啟示錄 拉克西斯》是特攝片《假面騎士GOTCHARD》的外傳作品，於日本時間2025年（令和7年）4月6日在東映特攝粉絲俱樂部（TTFC）上播映。

## 本作特色
- 本作以本篇反派之一拉克西斯作為主角，描寫冥黑三姊妹誕生的故事[2]。
- 本作的時間點位在《假面騎士Gotchard》本篇第1話之前（約10年）。

## 故事概要
作為拉克西斯的原型少女・有栖川里紗，一邊進行街頭演唱一邊追逐成為歌手的夢想。就在這樣的里紗面前，出現一位幹練的音樂製作人・銅神杜邦。
在杜邦的製作下，里紗的音樂活動順利展開，但在背後，格里昂、阿特羅波斯與克羅托卻暗中活動著。
她為何會成為拉克西絲的原型呢？這是一段描繪《冥黑三姊妹》誕生祕辛，美麗卻殘酷的故事。

## 登場人物
拉克西斯（坂卷有紗飾）
冥黑三姊妹的三女。
於本作中被格里昂鍊成，在與銅神杜邦的戰鬥中將其殺死。
阿特羅波斯（沖田絃乃飾）
冥黑三姊妹的長女。
克洛托（宮原華音飾）
冥黑三姊妹的次女。
格里昂（GLION）（鎌苅健太飾）
鍊金連合的開發者，鍊金學院的老師。
於本作中將被殺死的有栖川里紗鍊成人造人拉克西斯，讓冥黑三姊妹與銅神杜邦的狂戰士軍團戰鬥。
湊（熊木陸斗飾）
鍊金學院的鍊金術師。
枝見鏡花（えだみ・きょうか）（福田沙紀飾）
鍊金學院的鍊金術師。

### 本作登場人物
有栖川里紗（坂卷有紗二飾）
為了想將自己的歌傳達給世界各地的人們，以歌手為夢想街頭音樂家。
因被格里昂和銅神杜邦同時看上，而被銅神杜邦殺死。
里紗的母親（川村早織梨飾）
因不明原因被銅神殺死，並鍊成狂戰士。
銅神杜邦（濱田龍臣飾）
博士瑪魯加姆的變身者。
出現在有栖川里紗面前，幹練的音樂製作人，真實身分為暗黑鍊金術師。
為了將里紗作為鍊成狂戰士的實驗對象而與其接觸，並對其說出自己殺了里紗的母親，讓里紗產生仇恨，但因格里昂出現而將里紗殺死。
最後自己鍊成的狂戰士軍團被冥黑三姊妹殲滅，被拉克西斯殺死。

## 本作登場怪人
| 日文名稱 | 中文名稱     | 英文名稱      | 克米     | 身高 | 體重 | 特色 / 能力 | 備註                                                       |
| -------- | ------------ | ------------- | -------- | ---- | ---- | ----------- | ---------------------------------------------------------- |
|          | 博士瑪魯加姆 | Doctor Malgam | 科學博士 | cm   | kg   | 毒藥        | 銅神杜邦將科學博士強行植入自己的身體而成為瑪魯加姆的姿態。 |

## 製作人員
- 原作 - 石之森章太郎
- 劇本 - 長谷川圭一
- 導演 - 越知靖
- 動作導演：福澤博文（RED ENTERTAINMENT DELIVER）
- 音樂：高木洋
- 製作人：湊陽祐（東映）
- 製作：東映特攝粉絲俱樂部

## 音樂

### 主題曲
「CRY SIS」
- 演唱：沖田絃乃、宮原華音、坂卷有紗
- 作詞：瀧尾沙
- 作曲、編曲：高木洋

## 其他演出人員
- 女姓 - 神里まつり
- 年輕人 - 煤孫新之助、佐藤翔

## 外部連結
- 東映特攝粉絲俱樂部（TTFC）（日語）

## 相關資料
1. ↑  . 東映. 2025-04-05  [2025-04-06] （日语）.
2. ↑  Inc, Natasha. . 映画ナタリー. 2024-10-20  [2025-04-06] （日语）.